# Parastenopa anastrephoides
Parastenopa anastrephoides är en tvåvingeart som först beskrevs av Charles Howard Curran 1934.  Parastenopa anastrephoides ingår i släktet Parastenopa och familjen borrflugor.
Artens utbredningsområde är Guyana. Inga underarter finns listade i Catalogue of Life.